# Krystal Boyd
Krystal Boyd (Moscú, 14 de abril de 1993) también conocida como Anjelica entre otros nombres, es una actriz pornográfica actualmente retirada y modelo erótica rusa.

## Carrera
Krystal empezó como modelo erótica en 2011, a la vez que ejercía como camgirl, con videos softcore de ella sola.
Rápidamente ganó popularidad, por lo que decidió entrar de lleno a la industria de la pornografía, en 2011 filmó su primera escena profesional con Video Art Holland, y luego siguió con Juicy Entertainment y con Paradise Films, todas ellas bajo el nombre de "Anjelica". En 2012 filmó varias escenas para Evil Angel entre otros estudios, en 2013 trabajó completamente para legalporno.com.
Durante su periodo de trabajo, desde 2011 hasta 2016, ha decidido usar su nombre real y varios nombres artísticos, entre ellos Anjelica, Abbie, Abbiy, Abby, Abby C, Alice, Angelica, Anjelica, Ebbi, Ira, Katherine A, Snejanna y Ksyusha. Su gran popularidad le había valido para alcanzar el puesto 20 en FreeOnes.com, pero no pudo mantanerse y descendió más abajo del puesto 200.